# الکساندر پاپوش
الکساندر پاپوش (اوکراینی: Олександр Сергійович Папуш؛ زادهٔ ۱۴ ژانویهٔ ۱۹۸۵) بازیکن فوتبال اهل اوکراین است.
از باشگاه‌هایی که در آن بازی کرده‌است می‌توان به باشگاه فوتبال تورپیدو-بلاز ژودزینا، باشگاه فوتبال ماریوپول، و باشگاه فوتبال داینامو برست اشاره کرد.